# 岩石磁性

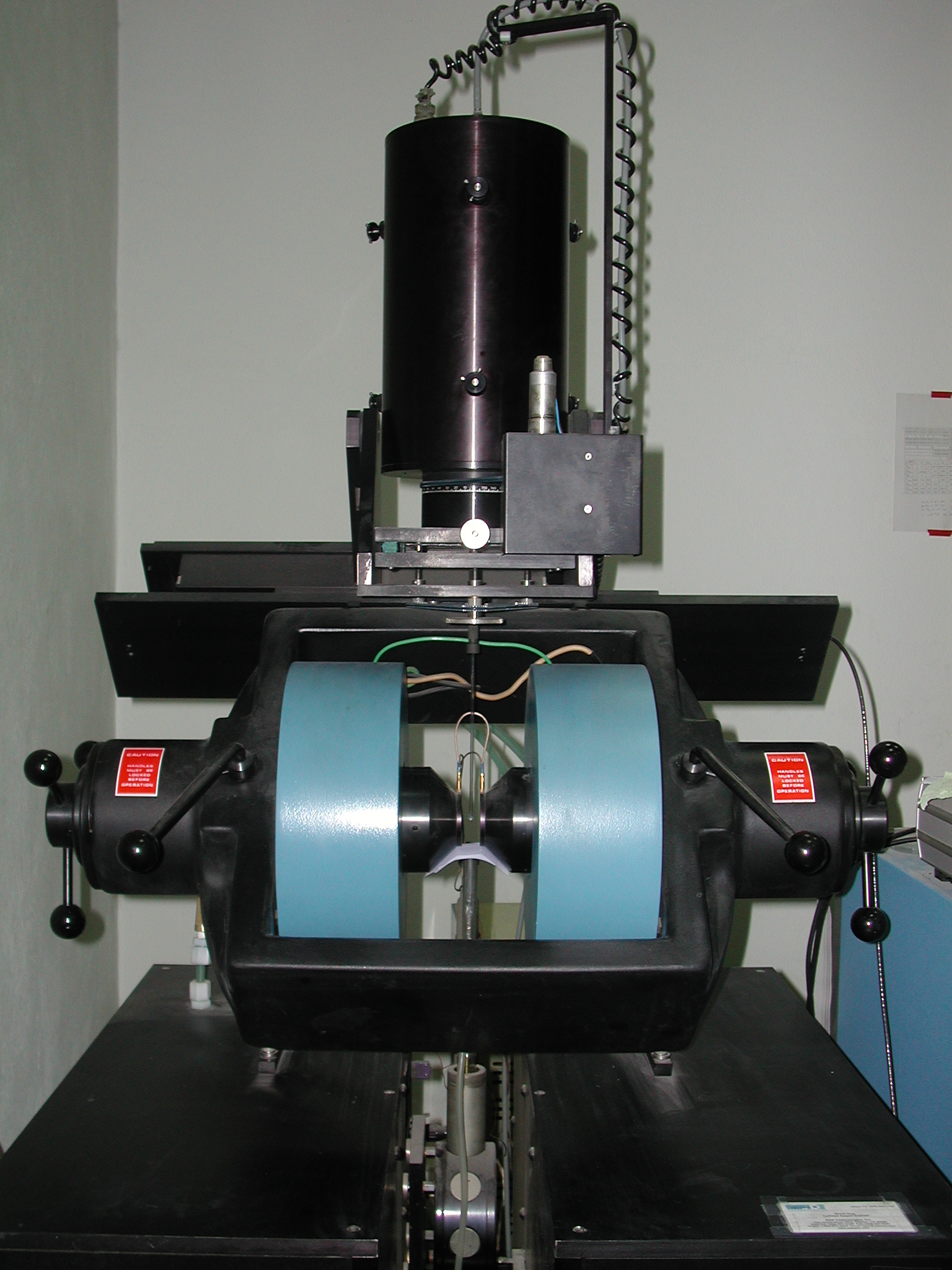
震動磁量儀用於測量標本 磁滞现象

岩石磁性（英語：rock magnetism）是對岩石、沉積物和土壤的磁性的研究。研究此磁場是由於古地磁學需要了解岩石如何記錄過去地球磁場。這種剩磁由主要磁性礦物，如磁鐵礦所繫帶。研究剩磁的理解有助於古地磁學家發展測量古代磁場的方法，並糾正沉積物壓實和變質作用等效應。研究岩石磁性有助於了解海洋磁異常條紋圖案的來源，從而提供有關板塊構造的重要資訊。它們也用於解釋磁力測量中的地球磁異常以及火星上的強地殼磁性。

## 基本原理
任何物质的磁性都是带电粒子运动的结果。原子是组成物质的基本单元，它由带正电的原子核及其核外电子壳屏组成。电子绕核沿轨道运动，具有轨道磁矩。电子还有自旋运动，具有自旋磁矩。这些磁矩的大小，与各自的动量矩成正比。原子核为带正电粒子组成，呈自旋转动，亦具有磁矩，但数值很小。因此，原子总磁矩是电子轨道磁矩、自旋磁矩、及原子核自旋磁矩三者的矢量和。各类物质由于原子结构不同，它们在外磁场作用下，呈现不同的宏观磁性。

## 三类岩石磁性
1. 岩浆岩：岩浆岩是富含铁磁性矿物的岩石，因此，岩浆岩的磁性一般具有较高的磁性。但由于各种岩浆岩成份不同，矿物结晶程度不同，形成过程不同，其磁性也有很大的差异。一般而言，在岩浆岩的磁性在成份方面有以下规律：超基性岩>基性岩>中性岩>酸性岩。在形成过程方面有以下规律：深成岩>浅成岩>火山岩，体现了矿物结晶程度与岩石磁性的关系。岩浆岩磁化率一般约为10~104×10-5SI数量级[5]。
2. 沉积岩：沉积岩是原岩物质经过了风化、剥蚀、搬运、沉积过程形成的岩石，原岩物质的物理化学性质在这些过程会发生不同程度的改变。以致原有的磁性基本“丧失殆尽”。所以，沉积岩的磁性较低，磁化率属顺磁质范围，一般被称为“无磁性”岩石[6][5]。
3. 变质岩：变质岩的磁性取决于原岩磁性和变质过程。一般而言，变质程度越高，其磁性越高，尤其是在高温高压条件下原岩物质发生重结晶，会使原岩磁性增高。对于沉积岩，变质后磁性多会有所增高；但对于岩浆岩来说，经过低温变质或热液变质岩变质，会使铁磁性矿物磁畴被破坏，磁性反而变低。变质岩磁化率一般约为10~104×10-5SI数量级[5]。

## 影响因素
一般情况下，岩石的磁性是在其形成过程中获得的。由于岩石成份和形成过程的差异，岩石的磁性（磁化率）存在着很大差异。岩石磁性不仅与其矿物组成有关，而且与矿物结构构造以及所处的物理环境有关。大量岩石标本测试和统计以及岩石物理学研究结果表明，影响岩石磁性的主要因素有以下几个方面：
- 铁磁性矿物含量
- 铁磁性矿物结构与颗粒大小
- 温度-压力。